# Flughafen Forlì

i7
i11
i13
Der Flughafen Forlì (ital.: Aeroporto di Forlì “Luigi Ridolfi”, IATA-Code: FRL, ICAO-Code: LIPK) ist ein italienischer Flughafen bei Forlì. Er ist neben Bologna, Parma und Rimini einer der vier Verkehrsflughäfen der Region Emilia-Romagna.

## Lage und Anbindung
Der Flughafen liegt rund 60 Kilometer südöstlich der Regionalhauptstadt Bologna und etwa 20 Kilometer westlich der Adriaküste.
Der Flughafen befindet sich eineinhalb Kilometer südöstlich des Zentrums von Forlì. Linienbusse verkehren fünf bis siebenmal täglich zwischen dem Flughafen und dem Hauptbahnhof in der Innenstadt. Forlì liegt an der Bahnstrecke Bologna–Ancona und der parallel dazu verlaufenden Adria-Autobahn A14 und der Staatsstraße 9. Busse verbinden den Flughafen auch mit den Urlaubsorten Cervia und Cesenatico.

## Fluggesellschaften und Flugziele
Der Flughafen war bis 2011 eine Basis der italienischen Fluggesellschaft Wind Jet. Auch Ryanair war ein bedeutender Nutzer. Am 31. März 2013 zog sich dann die letzte Fluggesellschaft Wizz Air ebenfalls zurück. Seitdem hatte Forlì keine planmäßige Anbindung mehr an den internationalen Flugverkehr. Ab Juni 2021 gab es wieder eine regelmäßige Verbindung zwischen München und Forlì mit der Air Dolomiti.
Aktuell (2023) fliegt Ryanair nach Forlí.
Der Flughafen Forlì steht seit Jahren in einem erbitterten Konkurrenzkampf mit dem nahen Flughafen Rimini. Für den Einzugsbereich der beiden Flughäfen an der Adriaküste der Emilia-Romagna würde ein Flughafen genügen. Keiner der beiden Flughafenbetreiber möchte sich jedoch mit der Schließung des jeweiligen Flughafens abfinden. In letzter Zeit hat Forlì gegenüber dem Flughafen Bologna im Nordwesten und Rimini im Südosten an Marktanteilen verloren. Trotz Plänen für eine synergische Nutzung und einer eventuellen Konzentration auf das Luftfrachtsegment ist die Zukunft des Flughafens unsicher.

## Sonstiges
Der Flughafen und die Stadt Forlì sind seit längerer Zeit Standort von Ausbildungseinrichtungen für den Luftfahrtbereich und Standort der 13. Hubschrauber-Einheit der Carabinieri (13º nucleo elicotteristi dell'arma dei Carabinieri).
1934 wurde hier das Collegio Aeronautico gegründet, eine Bildungseinrichtung der faschistischen Jugendorganisation. 1968 entstand in Forlì eine der wenigen italienischen Fachoberschulen mit der Ausbildungsrichtung Luftfahrtwesen (Istituto Tecnico Aeronautico). Auf dem Flughafen gibt es unter anderem eine Flugschule und eine Akademie, an der angehende Fluglotsen der italienischen Flugsicherungsgesellschaft ENAV S.p.A. ausgebildet werden.
Der Flughafen ist benannt nach dem 1894 in Forlì geborenen Bomberpiloten Luigi Ridolfi, der 1919 als ziviler Testpilot bei Mailand ums Leben kam.